# Ute Schäper
Ute Schäper (ur. 1 maja 1967 w Großburgwedel) – niemiecka szpadzistka reprezentująca też RFN, trzykrotna medalistka mistrzostw świata w szermierce.
Podczas mistrzostw świata w Orleanie w 1988 roku reprezentantki RFN w składzie: Carmen Engert, Eva-Maria Ittner, Sabine Krapf, Renate Riebandt-Kaspar i Ute Schäper zdobyły złoty medal w zawodach drużynowych. W tej samej konkurencji zdobyła też złoto na mistrzostwach świata w Lyonie dwa lata później. Ponadto wywalczyła srebrny medal w turnieju indywidualnym na mistrzostwach świata w Denver (1989), gdzie rozdzieliła na podium Szwajcarkę Anję Straub i Włoszkę Annalisę Coltorti.
Nigdy nie wzięła udziału w igrzyskach olimpijskich.